# Cervecería Moctezuma
Cervecería Moctezuma, S.A. de C.V., más conocida como Cervecería Moctezuma, es una empresa mexicana dedicada a la producción de cerveza y por medio de sus subsidiarias, materia prima para consumo interno, fundada en Orizaba, Veracruz, México en 1896.
La Cervecería Moctezuma fue fusionada en 1988 a Cervecería Cuauhtémoc, después de ser adquirida por Valores Industriales en 1985.

## Orígenes
En 1894, en la ciudad de Orizaba, Veracruz, cerca de la estación del ferrocarril, es fundada la Cervecería Guillermo Haase y Cía. por Enrique Mantey y Guillermo Haase, para posteriormente en 1896 convertirla en una Sociedad Anónima bajo el nombre de Cervecería Moctezuma, S.A. y permitir de esta forma la inclusión de capital alemán por medio de los Señores Adolph Burhardt, Cuno Von Alten y la Señora Emilia Settekorn de Mantey, así como capital francés representado por la familia Suberbie, teniendo como intermediario a la Société Financière pour l'Industrie au Méxique.
Esta nueva cervecería, con su maestro cervecero Adolph Burhardt, inicia con un portafolio de marcas de cerveza tipo Pilsener La Luna, La Flor, La hija de Moctezuma y Juárez con una producción anual de 10 000 barriles diarios, aprovechando los escurrimientos de agua del volcán Citlaltépetl o Pico de Orizaba.

## Empresa
La cerveza Moctezuma recibe en 1900 la medalla de Oro en la Exposición de París.
El capital francés empieza a predominar cuando en 1901 la empresa es dirigida por  Felipe Suberbie Ramonfaur hasta su fallecimiento en 1915, sucediéndolo en el cargo su hijo Emilio Suberbie Fernández.
Para el año 1904 la fuerza trabajadora había crecido a 163 operarios mientras que para 1908 la producción anual era de 200 000 barriles con 650 empleados y una fuerza motriz hidráulica de 1000 caballos de fuerza.
Los empleados de la cervecería logran obtener el 17 de junio de 1911 en sus prestaciones de trabajo el descanso dominical.
Cervecería Moctezuma adquiere la Cervecería El Salto del Agua en 1912,  y con ella la cerveza El Sol.
Por inquietud del sindicato de trabajadores de la Cervecería Moctezuma y el apoyo del director Emilio Suberbie, nace el club de fútbol Moctezuma de Orizaba en 1932 que jugaría en la Primera división mexicana, desde 1940 hasta el año de 1950.
Corrugados Tehuacán (COTESA) inició sus operaciones en 1936 con el fin de proveer cajas de cartón para empacar cerveza.
Durante 1941 Raúl Baillères Chávez, dueño del Banco de Crédito Minero y Mercantil, encabezó a los inversionistas mexicanos que adquirieron la Cervecería Moctezuma después de que está última afrontara problemas en su administración.
Con el fin de autoabastecerse de botellas de vidrio, inicia en 1948 a producir botellas por medio de un departamento interno, creando en 1957 la empresa Sílices de Veracruz (SIVESA), en ese mismo año se adquiere la Cervecería del Norte posteriormente se crea en 1961 la filial Central de Malta en Lara Grajales, Puebla.
Amplia sus operaciones al inaugurar en 1973 una planta en Guadalajara, Jalisco.
Para suministrar el material necesario para la producción de botellas en 1976, Moctezuma amplia las operaciones de su división de vidrio y silicatos para abarcar una planta de sílice en Acayucan, Veracruz fundando la empresa Sílice del Istmo, S.A. de C.V (Sisa). Adquiriendo posteriormente en 1979, la tecnología de prensado-soplado Heye Glass a través de la empresa alemana Hermann Heye, KG para fabricar botellas de cerveza de cuello angosto.
En un proceso de ofrecer a sus clientes y productos equipos de refrigeración, Cervecería Moctezuma adquiere en 1979 Vendo de México, S.A. de C.V. (Vendo) cuya principal actividad es la fabricación de equipos de refrigeración la cual había iniciado actividades en el año de 1941 en México D.F..
Durante 1982 compra la Cervecería de Sonora.

## Cervezas
En 1897 nace la cerveza Siglo XX tipo Viena para conmemorar la llegada del nuevo siglo, con el paso del tiempo se rebautiza simplemente como Dos Equis, este mismo cambio de nombre sucedió con la cerveza Moctezuma que cambió su nombre a Superior.
En 1899, la cervecería El Salto del Agua crea la cerveza El Sol, cambiando su nombre en 1924 por Sol.
El 6 de febrero de 1901 la Secretaría de Fomento, Colonización e Industria de la República Mexicana le otorga los derechos de propiedad de las marcas Carta Extra, una pilsener fina, y Juárez la cual ya contaba con las medallas Primer Premio y Sociedad Poblana de Artesanos.
Durante el invierno de 1924 el maestro cervecero Otto Neumaier Wiesmüller comienza a elaborar la Cerveza Noche Buena, evocando las costumbres de su país de origen, exclusivamente para consumo de los empleados de la cervecería hasta 20 de enero de 1938 que saldría su venta al público.

## Crisis
En un auge de mayor aumento salarial de la industria cervecera en 1979, los trabajadores de Moctezuma de los almacenes en la Ciudad de México estallan en huelga, después de un mes obtienen un 17 % de incremento salarial, al año siguiente la planta de Guadalajara se detiene por una semana, en 1981 la planta de Orizaba se detiene por tres horas, esto motivó a que la empresa decidiera despedir trabajadores quedando sin empleo 6000 obreros en los últimos cinco años. El 4 de enero de 1984 los trabajadores de la filial de la Ciudad de México sostienen otra huelga de trece horas ganando un 29% de aumento salarial.
El 26 de septiembre de 1984 la empresa es intervenida por el gobierno federal por incumplimiento de pago, desde hacía dos años a sus acreedores, principalmente bancos extranjeros. Al momento de su intervención la Cervecería tenía adeudos totales en el extranjero por 87 000 millones de pesos, representando casi un 90 % del valor de sus activos, así mismo por concepto de impuestos debía 7000 millones de pesos, la dirección ejecutiva a cargo de Alberto Baillères González reconoció errores administrativos así como también por la baja de ventas, resultado por la agresividad de mercadotecnia de sus competidores, por lo tanto no se consideraba inyectar recursos de otras empresas filiales evitando con la intervención federal el cierre por quebranto de la empresa. Esto perjudicó a los trabajadores, quienes realizan otra huelga el 4 de enero de 1985 suspendiéndola el secretario general del sindicato Guillermo Fernández Pineda al sentirse amenazado por la policía judicial del Estado de México.
En 1985 Valores Industriales (VISA) adquiere una participación mayoritaria de la Cervecería Moctezuma y compañías afiliadas a través de la compañía controladora Grupo Cermoc, S.A. de C.V., complicando la situación financiera de VISA, por lo que se realizó una reestructura financiera y corporativa, fusionando las cervecerías Cuauhtémoc y Moctezuma en lo que fue la Cervecería Cuauhtémoc Moctezuma en diciembre de 1988.